# Houstonia
- Commons
- Wikispecies

Houstonia L. é um género botânico pertencente à família Rubiaceae.

## Sinonímia
- Chamisme Raf.
- Panetos Raf.
- Poiretia J. F. Gmel.

## Principais espécies
- Houstonia acerosa
- Houstonia angustifolia
- Houstonia arenaria
- Houstonia asperuloidis
- Houstonia australis
- Lista completa

## Classificação do gênero
| Sistema | Classificação                      | Referência               |
| ------- | ---------------------------------- | ------------------------ |
| Linné   | Classe Tetrandria, ordem Monogynia | Species plantarum (1753) |